# Franz Michelberger
Franz Michelberger est un footballeur allemand né le 28 août 1955. Il était milieu de terrain. 1,80 m. 72 kg.

## Carrière de joueur
- FC Wettingen (Suisse) (1984-1985)
- Kickers Offenbach (1981-1984)
- Eintracht Trier (1979-1981)
- Stade de Reims (1978-1979)
- Eintracht Trier (1977-1978)
- BSV Schwenningen  (1976-1977)
- FC Bayern Munich (1974-1976)

## Palmarès
- Vainqueur de la Coupe d'Europe des Clubs Champions 1975 et 1976
- Vainqueur de la Coupe Intercontinentale 1976
- 3e du Championnat d'Allemagne 1976